# Dayana Silva
Dayana Silva (Nova Iguaçu, 17 de agosto de 1990) es una artista marcial mixta brasileña que compite en la división de peso pluma de Bellator MMA.

## Primeros años
Descubierta en un proyecto social de muay thai en una escuela pública de Río, Dayana Silva se convirtió en atleta de MMA casi por casualidad. Tras debutar con éxito profesionalmente en la disciplina, fue invitada en el último momento a enfrentarse a la ya experimentada Carina Damm, que en aquel momento ya tenía 15 combates de MMA, en el renombrado evento Bitetti Combat, en 2009. A pesar de la derrota por TKO en el tercer asalto, estaba segura de que el guante de cuatro onzas sería su herramienta de trabajo en adelante.
Silva era técnico en patología clínica, compaginando trabajo y entrenamiento a diario después, antes de dejarlo en 2015 para centrarse a tiempo completo en las MMA.

## Carrera de artes marciales mixtas

### Comienzos
Yendo 7-3 en la escena regional brasileña, con las otras dos derrotas además de su debut viniendo contra futuras luchadoras de UFC Juliana Lima y Jennifer Maia, Silva fue invitada a Contender Series Brasil 3 de Dana White el 11 de agosto de 2018 y se enfrentó a Gisele Moreira. Perdió el combate por decisión dividida.
Un año después de la derrota, Silva se enfrentó a Sidy Rocha en Shooto Brasil 95 por el Campeonato vacante de peso gallo de Shooto Brasil. Ganó el combate y el título por decisión unánime.
Con un mes de antelación, Silva compitió en el Gran Premio de Peso Ligero Femenino de Shooto Brasil el 1 de marzo de 2020, en el que la ganadora obtendría un contrato para la temporada 2021 de la Liga de Luchadores Profesionales. Silva comenzó el evento enfrentándose a Mariana Morais. En una dura pelea, perdió por decisión dividida.
En Shooto Brasil 100, Silva se enfrentó a Tayná Lamounier, ganando el combate por decisión unánime.

### Bellator MMA
El 10 de marzo de 2021, se anunció que Silva había firmado un contrato de 3 combates con Bellator MMA.
Inicialmente se esperaba que Silva se enfrentara a la ex campeona del peso pluma femenino de Bellator Julia Budd en Bellator 256 el 9 de abril de 2021. Sin embargo, la pelea fue reprogramada y finalmente tuvo lugar el 16 de abril de 2021 en Bellator 257. Silva perdió el combate por decisión dividida.
Silva se enfrentó a la australiana Arlene Blencowe el 16 de julio de 2021 en Bellator 262. Perdió el combate por TKO en el tercer asalto.
Silva se enfrentó a la neozelandesa Janay Harding el 23 de abril de 2022 en Bellator 279. Ganó el combate por decisión unánime.
Silva se enfrentó a la norirlandesa Leah McCourt el 23 de septiembre de 2022 en Bellator 285. Perdió el combate por decisión unánime.

## Récord en artes marciales mixtas
| Resultado | Récord | Oponente           | Método             | Evento                                 | Fecha                    | Ronda | Tiempo | Localización          |
| --------- | ------ | ------------------ | ------------------ | -------------------------------------- | ------------------------ | ----- | ------ | --------------------- |
| Derrota   | 10–9   | Katerina Shakalova | Decisión (split)   | Bellator 298                           | 11 de agosto de 2023     | 3     | 5:00   | Sioux Falls           |
| Derrota   | 10–8   | Leah McCourt       | Decisión (unánime) | Bellator 285                           | 23 de septiembre de 2022 | 3     | 5:00   | Dublín                |
| Victoria  | 10–7   | Janay Harding      | Decisión (unánime) | Bellator 279                           | 23 de abril de 2022      | 3     | 5:00   | Honolulu              |
| Derrota   | 9–7    | Arlene Blencowe    | TKO (puñetazos)    | Bellator 262                           | 16 de julio de 2021      | 3     | 1:00   | Uncasville            |
| Derrota   | 9–6    | Julia Budd         | Decisión (split)   | Bellator 257                           | 16 de abril de 2021      | 3     | 5:00   | Uncasville            |
| Victoria  | 9–5    | Tayná Lamounier    | Decisión (unánime) | Shooto Brasil 100                      | 23 de agosto de 2020     | 3     | 5:00   | Río de Janeiro        |
| Derrota   | 8–5    | Mariana Morais     | Decisión (split)   | Shooto Brasil: Grand Prix              | 1 de marzo de 2020       | 3     | 5:00   | Río de Janeiro        |
| Victoria  | 8–4    | Sidy Rocha         | Decisión (unánime) | Shooto Brasil 95                       | 6 de septiembre de 2019  | 3     | 5:00   | Río de Janeiro        |
| Derrota   | 7–4    | Gisele Moreira     | Decisión (split)   | Dana White's Contender Series Brazil 3 | 11 de agosto de 2018     | 3     | 5:00   | Las Vegas             |
| Victoria  | 7–3    | Juliete de Souza   | Decisión (unánime) | Cruzeiro Fight 1                       | 20 de octubre de 2017    | 3     | 5:00   | Río de Janeiro        |
| Derrota   | 6–3    | Jennifer Maia      | Decisión (mayoría) | Imortal FC 2: Kamikaze                 | 13 de diciembre de 2015  | 3     | 5:00   | São José dos Pinhais  |
| Victoria  | 6–2    | Núbia Nascimento   | Decisión (unánime) | Belford Fight: Super Challenge         | 7 de noviembre de 2015   | 3     | 5:00   | Belford Roxo          |
| Victoria  | 5–2    | Mayara Aguiar      | TKO (puñetazos)    | Pink Fight 3                           | 18 de enero de 2014      | 1     | 2:02   | Campos dos Goytacazes |
| Victoria  | 4–2    | Weyde Ventura      | TKO (puñetazos)    | Gladiators Extreme Fight               | 11 de junio de 2011      | 3     | NA     | São João de Meriti    |
| Victoria  | 3–2    | Aline Nery         | Decisión (unánime) | Gringo Super Fight 3                   | 29 de mayo de 2011       | 3     | 5:00   | Nova Iguaçu           |
| Derrota   | 2–2    | Juliana Lima       | Decisión (unánime) | Brasil Fight 4: The VIP Night          | 9 de abril de 2011       | 3     | 5:00   | Nova Lima             |
| Victoria  | 2–1    | Roberta Torno      | Decisión (unánime) | 88 Fight Championship                  | 18 de septiembre de 2010 | 3     | 5:00   | Río de Janeiro        |
| Victoria  | 1–1    | Luciana Pereira    | Decisión (split)   | Gringo Super Fight 2                   | 15 de agosto de 2010     | 3     | 5:00   | Nova Iguaçu           |
| Derrota   | 0–1    | Carina Damm        | TKO (puñetazos)    | Bitetti Combat 5                       | 12 de diciembre de 2009  | 3     | 3:27   | Barueri               |